# New Year's Revolution (2005)
New Year’s Revolution (2005) — первое в истории шоу New Year’s Revolution, PPV-шоу производства американского рестлинг-промоушна World Wrestling Entertainment (WWE). Шоу прошло 9 января 2005 года в Coliseo de Puerto Rico в Сан-Хуан, Пуэрто-Рико, и это первое PPV-шоу WWE, проведенное в Пуэрто-Рико.
Главным событием стал матч Elimination Chamber за вакантный титул чемпиона мира в тяжелом весе между Трипл Эйчем, Рэнди Ортоном, Батистой, Эджем, Крисом Джерико и Крисом Бенуа. Трипл Эйч выиграл матч и титул, удержав Ортона последним.

## Результаты
| #                                                      | Матч                                                                                        | Тип матча | Время |
| ------------------------------------------------------ | ------------------------------------------------------------------------------------------- | --- | ----- |
| 1D                                                     | Ураган и Роузи победили «Сопротивление» (Роберт Конвей и Сильван Гренье)                    | Командный матч | 5:13  |
| 2                                                      | Юджин и Уильям Ригал (с) победили Кристиана и Тайсона Томко                                 | Командный матч за титул командных чемпионов мира                                                                           | 12:22 |
| 3                                                      | Триш Стратус победила Литу (c)                                                              | Одиночный матч за титул чемпиона WWE среди женщин                                                                          | 3:46  |
| 4                                                      | Шелтон Бенджамин (c) победил Мэйвена                                                        | Одиночный матч за титул интерконтинентального чемпиона WWF                                                                 | 6:08  |
| 5                                                      | Шелтон Бенджамин (c) победил Мэйвена                                                        | Одиночный матч за титул интерконтинентального чемпиона WWF                                                                 | 0:05  |
| 6                                                      | Мухаммед Хассан (с Дайвари) победил Джерри Лоулера (с Джимом Россом)                        | Одиночный матч | 10:51 |
| 7                                                      | Кейн победил Джина Снитски                                                                  | Одиночный матч | 11:38 |
| 8                                                      | Трипл Эйч (с Риком Флэром) победил Рэнди Ортона, Батисту, Криса Джерико, Эджа и Криса Бенуа | Матч Elimination Chamber за вакантный титул чемпиона мира в тяжелом весе со специальным приглашенным рефери Шоном Майклзом | 35:01 |
| H — означает тёмный матч (c) — чемпион на начало матча |                                                                                             | |       |